# Polizia nazionale indonesiana
La Polizia nazionale indonesiana (in indonesiano: Kepolisian Republik Indonesia, letteralmente Polizia di Stato della Repubblica d'Indonesia, abbreviata in POLRI) è la forza di polizia nazionale dell'Indonesia. È stata fondata il 1º luglio 1946 ed era formalmente parte delle forze armate del paese sin dal 1962. La Polizia nazionale è stata formalmente separata dalle forze armate il 1º aprile 1999 in un processo che è stato formalmente completato il 1º luglio 2000.

## Panoramica
L'organizzazione è ora indipendente ed è sotto la diretta giurisdizione del Presidente dell'Indonesia mentre le forze armate si trovano sotto la giurisdizione del Ministero della difesa. La Polizia nazionale indonesiana è responsabile del mantenimento dell'ordine pubblico e dei compiti di polizia in tutta l'Indonesia. L'organizzazione, che in passato è stata purtroppo coinvolta in diversi scandali e di corruzione e incompetenza, sta ora progressivamente migliorando e grazie ad alcuni recenti successi, sta anche riuscendo a guadagnare la fiducia della popolazione
La Polizia nazionale indonesiana è la quinta forza di polizia del pianeta per dimensioni e prende parte anche alle missioni delle Nazioni Unite e dopo aver completato un addestramento speciale, ha preso parte alla missione UNAMID per proteggere gli sfollati interni nel Darfur.
La forza della Polizia nazionale indonesiana consisteva approssimativamente in 387.470 agenti al 2011 e il numero è aumentato negli anni successivi. Include inoltre 12.000 agenti della Polizia marittima (Polair) e di un numero aggiuntivo di 40.000 agenti tirocinanti della Sicurezza popolare (KAMRA) che servono come Polizia ausiliaria e sono sottoposti ad un periodo di tre settimane di addestramento base ogni anno.
Il quartier generale della Polizia nazionale indonesiana si trova nel Distretto di Kebayoran Baru a Giacarta.